# 香々地町
香々地町（かかぢちょう）は、大分県の北部、国東半島の北西にあり、西国東郡に属していた町。
2005年3月31日に旧豊後高田市・真玉町と対等合併して豊後高田市となり、行政区域としての香々地町は消滅した。

## 沿革
- 1889年4月1日 - 町村制施行に伴い、香々地村、見目村の区域をもって岬村が発足。
- 1919年1月1日 - 岬村が町制施行・改称して香々地町となる。
- 1954年8月31日 - 三浦村・三重村と合併し、改めて香々地町が発足。
- 2005年3月31日 - 豊後高田市・真玉町と合併して豊後高田市が発足。

## 地域

### 教育

#### 小学校
- 香々地町立香々地小学校
- 香々地町立三浦小学校
- 香々地町立三重小学校 - 2012年閉校

#### 中学校
- 香々地町立香々地中学校

#### その他の教育施設
- 大分県立香々地青少年の家

## 史跡・名勝
史跡
- 六郷山夷岩屋の寺社境内[1]

名勝
- 夷谷

## 出身有名人
- 江口章子 - 詩人、北原白秋の妻
- 鬼丸義斎 - 初代弾劾裁判所所長
- 木下重範 - 弁護士、衆議院議員